# Invasioni mongole della Corea
Con invasioni mongole della Corea si fa riferimento alla serie di campagne condotta tra il 1231 e il 1270 dall'Impero mongolo contro la dinastia Goryeo della Corea. Ci furono sette grandi campagne con un costo elevatissimo di vite civili, l'ultima delle quali rese il Goryeo uno Stato vassallo della dinastia Yuan per circa ottant'anni. La dinastia Yuan esigeva ricchezze e tributi dai re Goryeo. Nonostante la sottomissione alla dinastia Yuan, le lotte interne tra i reali Goryeo e le ribellioni contro il dominio Yuan continuarono: la più famosa fu la ribellione di Sambyeolcho.
Una quantità maggiore di «resistenza ostinata» fu opposta dalla Corea e dalla dinastia Song alle invasioni mongole rispetto a molti altri in Eurasia che furono rapidamente schiacciati dai mongoli a un ritmo fulmineo.

## Le campagne iniziali

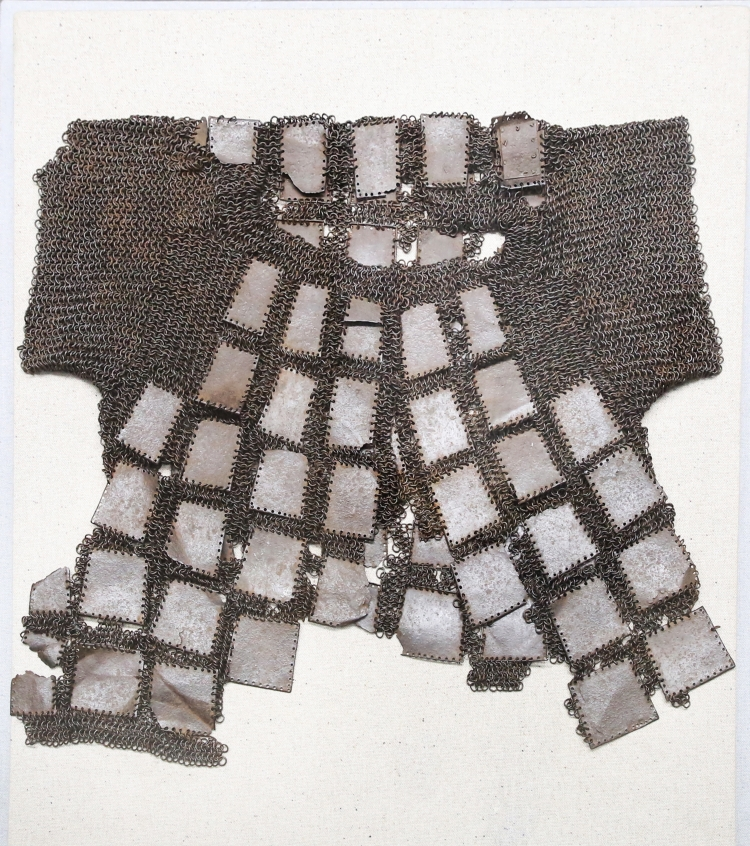
Armatura coreana di maglia e lamelle - Goryeo, XIV secolo.

Fuggendo dai Mongoli di Gengis Khan, nel 1216 i Kitai invasero Goryeo e sconfissero più volte gli eserciti coreani, raggiungendo anche le porte della capitale, Kaesŏng, e razziandone in profondità le contrade meridionali, ma furono sconfitti dal generale coreano Kim Chwi-ryeo che li respinse a nord di Pyongan, dove i superstiti Kitai furono sconfitti dalle forze alleate Mongoli-Goryeo nel 1219. Questi Kitai sono forse l'origine del Baekjeong.
Quest'iniziale alleanza tra il Goreyo ed il neonato Impero mongolo decadde sotto il lungo regno di Gojong di Goryeo (r. 1213-1259, XXIII sovrano della dinastia), quando, nel 1225, Gengis Khan chiese tributi ai coreani e il suo inviato, Chu-ku-yu, fu ucciso. La sua morte sarebbe stata usata dai mongoli come pretesto per invadere Goryeo alcuni anni dopo. La ritorsione non fu immediata perché il Khagan era allora impegnato nella risolutiva campagna mongola contro gli Xia occidentali (1225-1227).

## Prima invasione (agosto 1231 - gennaio 1232)
Nel 1231, il figlio ed erede di Gengis Khan, Ögödei Khan, ordinò l'invasione della Corea. L'esperto esercito mongolo fu posto sotto il comando del generale Saritai (da non confondere con Sartak, un successivo khan mongolo). L'esercito mongolo attraversò il fiume Yalu e si assicurò rapidamente la resa della città di confine di Uiju. Ai mongoli si unì Hong Bok-won, un generale traditore di Goryeo. Choe Woo ha mobilitato quanti più soldati possibile in un esercito composto in gran parte da fanteria, dove ha combattuto i mongoli sia ad Anju (Corea del Nord) che a Kuju (odierna Kusŏng). I mongoli presero Anju; tuttavia, furono costretti a ritirarsi dopo l'assedio di Kuju. Frustrato dalla guerra d'assedio, Saritai usò invece la mobilità superiore dei suoi eserciti per aggirare l'esercito di Goryeo e riuscì a conquistare Kaesŏng. Elementi dell'esercito mongolo arrivarono fino a Chungju nella penisola coreana centrale; tuttavia, la loro avanzata fu fermata da un esercito di schiavi guidato da Ji Gwang-su dove il suo esercito combatté fino alla morte. Rendendosi conto che con la caduta della capitale Goryeo non era in grado di resistere agli invasori mongoli, Goryeo chiese la pace. Tuttavia, i mongoli chiesero 10 000 pelli di lontra, 20 000 cavalli, 10 000 pezze di seta, vestiti per 1 000 000 di soldati e un gran numero di bambini e artigiani che sarebbero diventati schiavi e servitori dell'impero mongolo. Il generale Saritai iniziò a ritirare la sua forza principale a nord nella primavera del 1232, lasciando settantadue funzionari amministrativi mongoli di stanza in varie città nel nord-ovest di Goryeo per assicurarsi che Goryeo mantenesse i suoi termini di pace.

## Seconda invasione (giugno 1232 - dicembre 1232)
Nel 1232, Choe Woo, l'allora dittatore militare di Goryeo, contro le suppliche di re Gojong e di molti dei suoi alti funzionari civili, ordinò che la corte reale e la maggior parte della popolazione di Kaesŏng fossero trasferite da Kaesŏng a Ganghwa un'isola sudcoreana posta all'estuario del fiume Han, nella baia di Gyeonggi, e iniziò ivi la costruzione di significative difese contro la minaccia mongola. Choe Woo sfruttò così la principale debolezza dei mongoli, la paura del mare. Il governo sequestrò ogni nave e chiatta disponibile per trasportare rifornimenti e soldati a Ganghwa. L'evacuazione fu così improvvisa che lo stesso re Kojong dovette dormire in una locanda dell'isola. Il governo inoltre ordinò al popolino di fuggire dalle campagne e rifugiarsi nelle principali città, nelle cittadelle di montagna o nelle vicine isole al largo. Ganghwa era una roccaforte di prim'ordine e fortezze più piccole furono costruite sul lato continentale dell'isola e fu anche costruito un doppio muro attraverso le creste del monte Munsusan.
I mongoli reagirono lanciando immediatamente un secondo attacco. L'esercito mongolo era guidato da un traditore di Pyongyang chiamato Hong Bok-won e i mongoli occuparono gran parte della Corea settentrionale. Sebbene abbiano raggiunto anche parti della penisola meridionale, i mongoli non riuscirono a catturare Ganghwa, a poche miglia dalla costa, e furono respinti a Gwangju ove il generale mongolo Saritai (撒禮塔) fu ucciso dal monaco Kim Yun-hu (김윤후), parte della forza civile impiegata nella battaglia di Cheoin, vicino Yongin, costringendo i mongoli a ritirarsi di nuovo.

## Terza invasione e trattato di pace (luglio 1235 - aprile 1239)
Nel 1235, i mongoli iniziarono una campagna che devastò parti delle province di Gyeongsang e Jeolla. La resistenza civile era forte e la corte reale di Ganghwa tentò di rafforzare la sua fortezza. Goryeo ha vinto diverse vittorie, ma l'esercito di Goryeo e gli eserciti dei Giusti non hanno potuto resistere alle ondate di invasioni. Dopo che i mongoli non furono in grado di prendere né l'isola di Ganghwa né i castelli di montagna della terraferma di Goryeo, i mongoli iniziarono a bruciare i terreni agricoli di Goryeo nel tentativo di far morire di fame la popolazione. Quando alla fine alcune fortezze si arresero, i mongoli giustiziarono tutti coloro che resistevano loro.
Nel 1238 Goryeo cedette e chiese la pace. I mongoli si ritirarono, in cambio di ostaggi della famiglia reale ma Goryeo inviò un membro non imparentato della linea reale. Irritati, i mongoli chiesero di ripulire i mari dalle navi coreane, trasferire la corte sulla terraferma, consegnare i burocrati anti-mongoli e, ancora una volta, la famiglia reale in ostaggio. In risposta, la Corea ha inviato una lontana principessa e dieci figli di nobili.

## Quarta invasione (luglio 1247 - marzo 1248)
Nel 1247, i mongoli iniziarono la quarta campagna contro Goryeo, chiedendo nuovamente il ritorno della capitale a Kaesŏng e l'invio di ostaggi della famiglia reale. Güyük Khan inviò Amuqan in Corea che si accampò vicino Yomju nel luglio 1247. Dopo che il re Gojong si rifiutò di muovere la capitale da Ganghwa, le forze di Amuqan saccheggiarono la penisola. Con la morte di Güyük nel 1248, tuttavia, i mongoli si ritirarono. Incursioni sporadiche continuarono fino al 1250.

## Quinta invasione (luglio 1253 - gennaio 1254)
Dopo l'ascensione di Möngke Khan nel 1251, i mongoli ripeterono nuovamente le loro richieste. Il Khagan inviò messi a Goreyo per annunciare la sua incoronazione nell'ottobre di quell'anno. Ha anche chiesto che il re Gojong fosse convocato di persona davanti a lui e che il suo quartier generale fosse spostato da Ganghwa alla terraferma coreana. Ma la corte di Goryeo rifiutò di inviare il re perché il vecchio sovrano non era in grado di viaggiare così lontano. Möngke inviò nuovi ambasciatori che furono ben accolti dai funzionari di Goryeo e che criticarono la disubbidienza del re coreano agli ordini del suo signore supremo Möngke. Möngke ordinò al principe Yeku di guidare l'esercito contro la Corea. Tuttavia, un coreano alla corte di Möngke li convinse a iniziare la loro campagna nel luglio 1253. Yeku, insieme ad Amuqan, chiese alla corte di Goryeo di arrendersi. La corte rifiutò ma non resistette ai mongoli e radunò i contadini nelle fortezze e nelle isole di montagna. Lavorando insieme ai comandanti Goryeo che si erano uniti ai mongoli, Jalairtai Qorchi devastò la Corea. Quando arrivò uno degli inviati di Yeku, Gojong lo incontrò personalmente nel suo nuovo palazzo a Sin Chuan-bug. Alla fine Gojong accettò di riportare la capitale sulla terraferma e mandò il figliastro Angyeong come ostaggio. I mongoli accettarono una tregua nel gennaio 1254.

## Sesta invasione (luglio 1254 - dicembre 1254)
I mongoli appresero però che, in spregio agli accordi, gli alti funzionari di Goryeo erano rimasti sull'isola di Ganghwa e avevano punito coloro che avevano negoziato con i mongoli. Tra il 1253 e il 1258, i mongoli guidati da Jalairtai lanciarono quattro devastanti invasioni nella vittoriosa campagna finale contro la Corea.
Möngke si rese conto che l'ostaggio non era un principe del sangue di Goryeo. Quindi Möngke incolpò il tribunale di Goryeo per averlo ingannato e ucciso la famiglia di Lee Hyeong, un generale coreano filo-mongolo. Il comandante di Möngke, Jalairtai, devastò gran parte di Goryeo e prese 206 800 prigionieri nel 1254. La carestia e la disperazione costrinsero i contadini ad arrendersi ai mongoli. Hanno istituito un ufficio chiliarchico a Yonghung con funzionari locali.

## Settima invasione (settembre 1255 - giugno 1256)
Ordinando ai disertori di costruire navi, i mongoli iniziarono ad attaccare le isole costiere dal 1255 in poi. Nella Penisola di Liaodong, i mongoli alla fine ammassarono i disertori coreani in una colonia di 5 000 famiglie.
Möngke inviò ancora una volta un grande esercito insieme al principe Yeongnyeong e Hong Bok-won, che era stato preso in ostaggio da Jalaltai come capitano, e si radunò a Gapgot Daedan (甲串岸) e mostrò lo slancio per attaccare l'isola di Ganghwa. Tuttavia, Kim Sugang (金守剛), che era appena andato in Mongolia, riuscì a persuadere il Khagan che ritirò le truppe.

## Ottava invasione (maggio 1257 - ottobre 1257)
Nel 1258, il re Gojong di Goryeo e uno dei servitori del clan Choe, Kim Injoon, organizzarono un contro-colpo di Stato e assassinarono il capo della famiglia Choe, ponendo fine al dominio della famiglia Choe durato sei decenni. Il re chiese allora la pace ai mongoli. Quando la corte Goryeo inviò il futuro re Wonjong come ostaggio alla corte mongola e promise di tornare a Kaegyong, i mongoli si ritirarono dalla Corea centrale.
C'erano due partiti all'interno di Goryeo: il partito dei letterati, che si opponeva alla guerra con i mongoli, e la giunta militare, guidata dal clan Choe, che premeva per continuare la guerra. Quando il dittatore Choe fu assassinato dal partito dei letterati, il trattato di pace fu concluso. Il trattato consentiva il mantenimento del potere sovrano e della cultura tradizionale di Goryeo, implicando che i mongoli rinunciassero a incorporare Goryeo sotto il diretto controllo mongolo e si accontentassero di concedere a Goryeo l'autonomia, ma il re di Goryeo doveva sposare una principessa mongola ed essere subordinato al Khan mongoli, facendo così della Corea uno stato cliente.

## Conseguenze

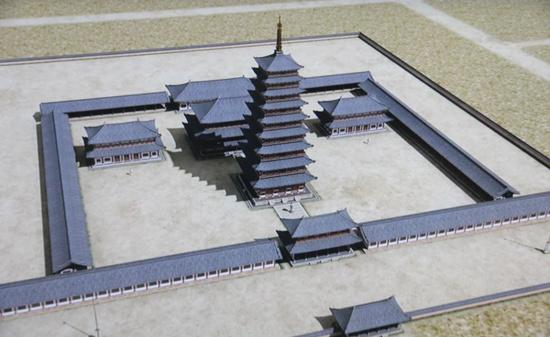
Tempio di Hwangnyongsa, distrutto dai mongoli - Ricostruzione grafica.

Gran parte di Goryeo fu devastata dai decennali combattimenti con i mongoli, tanto che si diceva non fossero rimaste strutture in legno nel paese. L'impatto culturale fu pesante: la pagoda di nove piani del tempio Hwangnyongsa fu bruciata nel 1238, mentre la prima raccolta dei Tripitaka Koreana andò distrutta. Dopo aver ricevuto il principe ereditario di Goryeo per le trattative di pace, Kublai Khan era giubilante e disse: «Goryeo è un paese contro il quale molto tempo fa anche Tang Taizong ha fatto personalmente una campagna ma non è stato in grado di sconfiggere ma ora il principe ereditario viene da me, è la volontà di paradiso!"»
Le lotte interne alla corte di Goryeo continuarono per quanto riguarda la pace con i mongoli fino al 1270. Sin dai tempi di Choe Chung-heon, Goryeo era stata una dittatura militare, governata dall'esercito privato della potente famiglia Choe. Alcuni di questi ufficiali militari formarono la ribellione di Sambyeolcho (1270-1273) e resistettero nelle isole al largo della costa meridionale della penisola coreana.
A partire dal regno di Wonjong (r. 1259-1269), per circa 80 anni Goryeo fu uno stato vassallo e alleato obbligato della dinastia Yuan. Fondamentale fu il suo supporto logistico per le invasioni mongole del Giappone. I governanti mongoli e coreani si legarono da matrimoni, con principi e aristocratici mongoli sposati a principesse coreane e viceversa. Durante il regno di Kublai Khan, il re Chungnyeol di Goryeo (r. 1274-1308) sposò una delle figlie di Kublai. Successivamente, una principessa coreana chiamata Imperatrice Gi sposò Khagan Toghon Temür (r. 1338-1368) e suo figlio, Ayushiridara, divenne un imperatore della Dinastia Yuan settentrionale. I re di Goryeo avevano uno status importante come altre importanti famiglie di Mardin, Uiguri e Mongoli Oirati, Ongirrat e Ikeres. Si sostiene che uno dei monarchi Goryeo fosse il nipote più amato di Kublai Khan ed era cresciuto alla corte Yuan.
Ai darughachi mongoli alla corte del Goryeo venivano offerte provviste e talvolta erano anche disposti a essere coinvolti attivamente negli affari della corte Goryeo. Parte dell'isola di Jeju fu riconvertita in un'area di pascolo per la cavalleria mongola di stanza lì e ancora oggi alcuni termini di origine mongola sopravvivono nel dialetto di Jeju: es. il colore dei cavalli, agibato ("eroe"), songgol ("falco"), ecc. Inoltre, la dominazione mongola dell'Eurasia ha incoraggiato lo scambio culturale, e questo includerebbe ad esempio la trasmissione di alcune delle idee e della tecnologia coreana ad altre aree sotto il controllo mongolo.
La dinastia Goryeo sopravvisse sotto l'influenza della dinastia Yuan fino a quando non iniziò a respingere le guarnigioni Yuan a partire dal 1350, quando la dinastia Yuan stava già iniziando a sgretolarsi, soffrendo di massicce ribellioni in Cina. Approfittando dell'occasione, anche il re Gongmin di Goryeo (r. 1351–1374) riuscì a riconquistare alcuni territori settentrionali.

### Esplicative
1. ↑  Nella prima delle invasioni mongole del Giappone, Goryeo dovette fornire agli Yuan sia le navi sia 7 000 marinai oltre a 6-8 000 soldati - (EN) Stephen Turnbull, The Mongol Invasions of Japan 1274 and 1281, Osprey Publishing, 19 febbraio 2013,  p. 32, ISBN 978-1-4728-0045-9. URL consultato il 16 aprile 2013.

### Bibliografiche
1. ↑  Henthorn 1963, passim.
2. 1 2  (KO) Jeong Hae-eun, 고려 시대 군사 전략 (Koryŏ sidae kunsa chŏllyak), Ministero della Difesa Nazionale, 2006, ISBN 9788989768401, OCLC 85446590.
3. ↑  (EN) H.J. van Derven, Warfare in Chinese History, BRILL, 1º gennaio 2000,  pp. 222 e s., ISBN 90-04-11774-1.
4. ↑  (KO) Kim Chwi-ryeo, su Encyclopedia of Korean Culture, Academy of Korean Studies. URL consultato il 3 luglio 2016.
5. ↑  (EN) Patricia Ebrey e Anne Walthall, Pre-Modern East Asia: A Cultural, Social, and Political History, I: To 1800, Cengage Learning, 1º gennaio 2013,  p. 177, ISBN 978-1-133-60651-2.
6. ↑  (EN) Ki-Baik Lee, A New History of Korea, Harvard University Press, 1984,  p. 148, ISBN 067461576X.
7. ↑  (EN) Oleg Pirozhenko, Political Trends of Hong Bog Won Clan in the Period of Mongol Domination (PDF), in International Journal of Korean History, vol. 9, 2005,  pp. 237-256.
8. ↑  (EN) The Mongols Co-opt the Turks to Rule All under Heaven (PDF), su wontackhong.com. URL consultato il 25 marzo 2018 (archiviato dall'url originale il 4 marzo 2016).
9. ↑  Bor, p. 254.
10. ↑  Man 2006, p. 208.
11. ↑  Atwood 2004, p. 319.
12. ↑  (KO) 국방부 군사편찬연구소, 고려시대 군사 전략 [Military Strategies in Goryeo], The Ministry of National Defense, 2006.
13. 1 2  (EN) Kenneth B. Lee, Korea and East Asia: The Story of a Phoenix, Greenwood Publishing Group, 1997, ISBN 9780275958237. URL consultato il 18 marzo 2018.
14. ↑  (KO) 국사편찬위원회, 고등학교국사교과서 [History for High School Students], National Institute of Korean History,  pp. 63-64. URL consultato il 7 novembre 2006 (archiviato dall'url originale il 24 dicembre 2005).
15. ↑  (EN) Soyoung Lee [et al.] (a cura di), Silla : Korea's golden kingdom, New York, 2013,  p. 22, ISBN 9781588395023, OCLC 862096677.
16. ↑  (KO) 최강의 몽골제국군도 무서워했던…, su leekihwan.khan.kr, 17 marzo 2014.
17. ↑  (KO) <기황후>가 왜곡한 고려와 원나라의 결혼동맹, su pressian.com, 3 gennaio 2014.
18. ↑  (KO) 고려시대 史料 (Database), su db.history.go.kr.
19. ↑  (EN) Morris Rossabi (a cura di), China among equals: the Middle Kingdom and its neighbors, 10th-14th centuries,  p. 244.
20. ↑   Baasanjavyin Lkhagvaa, Solongos, Mongol-Solongosyin harilstaanii ulamjlalaas,  p. 172.
21. ↑  Henthorn 1963, p. 127.
22. ↑  Henthorn 1963, p. 190.
23. ↑   Baasanjavyin Lkhagvaa-Solongos, Mongol-Solongosyin harilstaanii ulamjlalaas,  p. 173.
24. ↑  (EN) Thomas T. Allsen, Culture and Conquest in Mongol Eurasia,  p. 53.
25. ↑   Namjil, Solongos-Mongolyin haritsaa: Ert, edugee,  p. 64.

### Fonti
- (MN) Монголын Нууц Товчоо (Mongolyn Nuuc Tovčoo) [Storia segreta dei Mongoli], 1240. ed.  Sergei Kozin (a cura di), Storia segreta dei Mongoli, traduzione di M. Olsùfieva, Guanda, 2021, ISBN 9788823525818.
- (AR) Rashid al-Din Hamadani, Jami' al-tawarikh, XIV secolo. ed. (EN) Rashid al-Din Hamadani, The Successors of Genghis Khan, traduzione di John Andrew Boyle, Columbia University Press, 1971.
- (ZH) Tuōtuō (a cura di), 宋史 (Sòng Shǐ) [Storia dei Song], Ventiquattro Storie, 1345.

### Studi
- (EN) Thomas Allsen, The rise of the Mongolian empire and Mongolian rule in north China, in Denis C. Twitchett, Herbert Franke e John King Fairbank (a cura di), The Cambridge History of China, 6, Alien Regimes and Border States, 710–1368, Cambridge University Press, 1994,  pp. 321-413, ISBN 978-0-521-24331-5.
- (EN) C.P. Atwood, Encyclopedia of Mongolia and the Mongol Empire, Facts on File, 2004, ISBN 978-0816046713.
- (EN) J. Bor, Mongol hiigeed Eurasiin diplomat shashtir, II.
- (EN) William E. Henthorn, Korea: the Mongol invasions, Brill, 1963.
- (EN) John Man, Kublai Khan, Bantam Press, 2006.